# 면역억제
면역억제(免疫抑制, 영어: immunosuppression)는 면역계의 활성이나 효능(efficacy)이 감소하는 것이다. 면역계의 일부는 면역계의 다른 부분에 대해 면역억제 효과가 있으며, 면역억제는 다른 상태를 치료하며 나타나는 부작용으로도 발생할 수 있다.
일반적으로 의도적으로 유도된 면역억제는 신체가 장기 이식에 대한 거부반응을 일으키는 것을 방지하기 위해 수행한다. 또한 골수 이식 후 나타나는 이식편대숙주병을 치료하거나 전신 홍반성 루푸스, 류마티스 관절염, 쇼그렌 증후군, 크론병과 같은 자가 면역 질환의 치료에 사용된다. 이것은 일반적으로 약물을 사용하여 수행되지만 비장절제술과 같은 수술, 혈장분리교환법, 방사선 등이 포함될 수 있다. 면역억제를 받고 있거나 다른 이유로(화학요법을 받고 있거나 HIV 환자인 경우) 면역계가 약한 사람을 면역 저하자라고 한다.

## 고의로 유도된 경우

아자티오프린

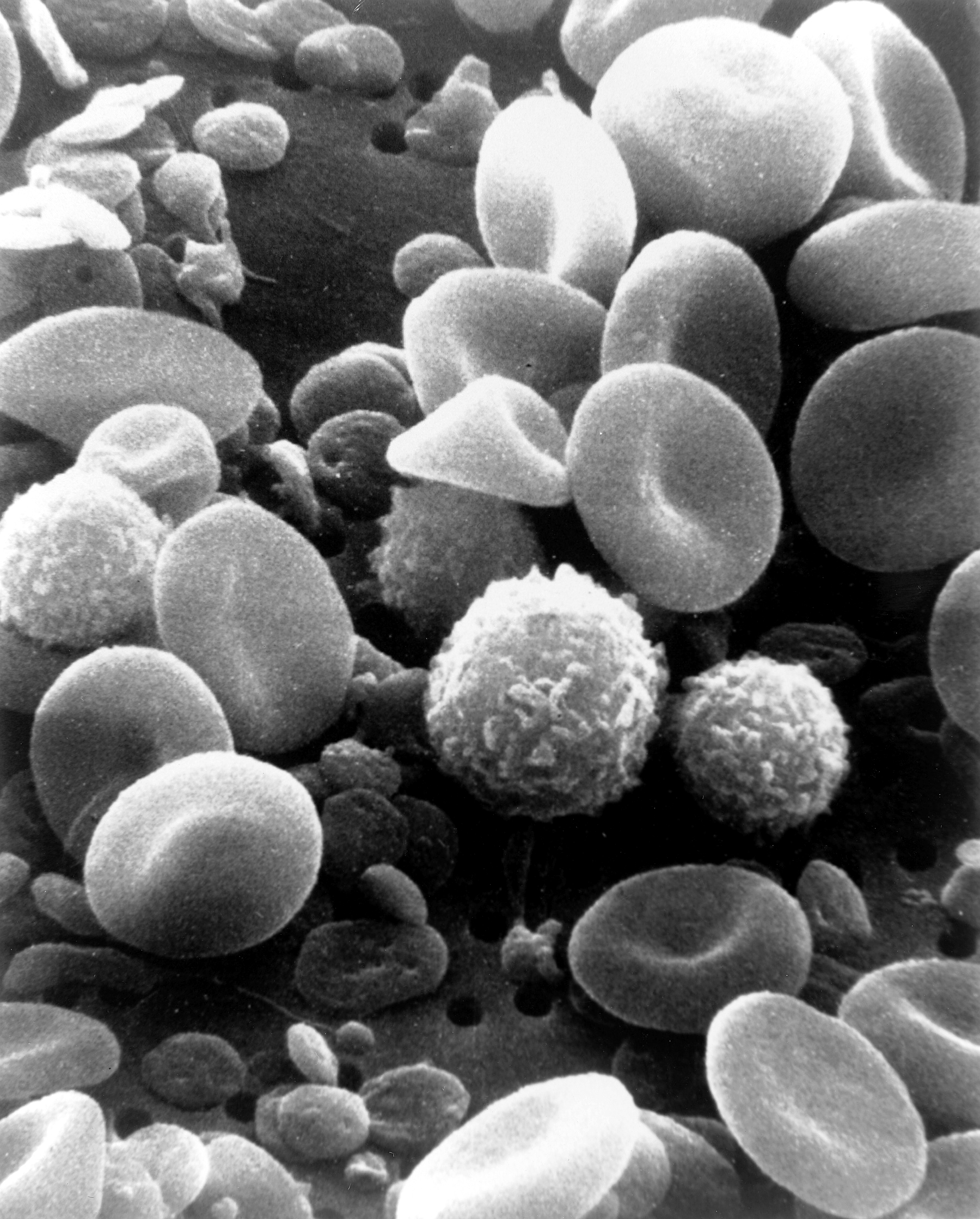
백혈구와 적혈구

면역억제제는 의도적으로 면역억제를 유도하는 중요한 방법이다. 주로 면역계의 과민성 성분을 표적으로 하는 것이 최적의 상황이다. 면역억제를 필요로 하는 암이 관해(증상이 감소)된 사람들은 재발을 경험할 가능성이 적다. 역사적으로 방사선 치료는 면역계의 강도를 감소시키는 데 사용되었다. Brigham and Women's Hospital의 조지프 머리 박사는 면역억제 연구로 1990년 노벨 생리의학상을 수상했다.
면역억제제는 면역결핍을 유발할 가능성이 있어 기회감염에 취약해질 수 있고, 암에 대한 면역감시를 감소시킬 수 있다. 면역억제제는 자가 면역 질환과 같이 비정상적인 면역 반응이 일어날 때 처방될 수 있다.
초기 화합물의 부작용으로 인해 사용이 제한되었지만, 스테로이드는 확인된 첫 번째 면역억제제의 한 부류였다. 아자티오프린은 1960년에 확인되었지만 1980년 시클로스포린이 발견되며 아자티오프린과 함께 잘 맞지 않는 기증자-수혜자 쌍까지 장기 이식 대상이 크게 확장되었다. 또한 폐 이식, 췌장 이식, 심장 이식 등의 여러 이식에도 적용이 가능했다. 장기 이식 후 신체는 기증자와 수혜자의 사람 백혈구 항원의 차이로 인해 거의 항상 새로운 장기에 대해 거부 반응을 일으킨다. 그 결과 면역계는 새로운 조직을 '이물질'로 감지하여 백혈구로 공격, 제거를 시도하고, 결국 기증된 조직이 사망하게 된다. 거부 반응을 예방하기 위해 면역억제제를 투여한다. 그러나 신체는 그러한 치료 과정에서 감염과 악성 종양에 더 취약해진다.

## 의도하지 않은 면역억제

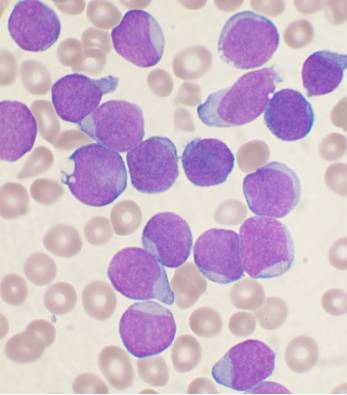
백혈병

의도하지 않은 면역 억제는 예를 들어 모세혈관확장성 운동실조증, 보체 결핍, 다양한 유형의 암이나 인간 면역결핍 바이러스(HIV)와 같은 특정 만성 감염에서 발생할 수 있다. 의도하지 않은 면역억제에서는 세균, 바이러스와 같은 병원체에 대한 감수성이 증가하고, 결국 면역결핍질환이 나타날 수 있다.
또한 많은 면역억제제의 잠재적인 부작용으로 면역결핍이 나타난다. 이러한 의미에서 일반적으로 면역억제(immunosuppression)라는 용어에는 면역계의 기능을 감소시켜 나타나는 유익한 효과와 잠재적인 부작용이 모두 포함된다.
B세포 결핍과 T세포 결핍은 사람이 타고나거나, 후천적으로 나타나는 면역계 장애로, 면역결핍 문제로 이어질 수 있다. 네젤로프 증후군은 T세포 면역 결핍의 예시 중 하나이다.

## 같이 보기
- 면역억제제
- 면역결핍질환

## 추가 자료
- Boraschi, Diana; Penton-Rol, Giselle (2016년 1월 25일). 《Immune Rebalancing: The Future of Immunosuppression》 (영어). Academic Press. ISBN 9780128033364.Retrieved 6 May 2017.
- Thomson, A. W. (2001). 《Therapeutic Immunosuppression》 (영어). Springer Science & Business Media. ISBN 9789401007658. 2017년 5월 6일에 확인함.